# Prowincja Trang
Trang (taj. ตรัง) – prowincja (changwat) Tajlandii nad Morzem Andamańskim na półwyspie malajskim. Sąsiaduje z  prowincjami Krabi, Nakhon Si Thammarat, Phatthalung i Satun.